# 倫頓海崖
倫頓海崖（英語：Lenton Bluff），是南極洲的海崖，位於科茨地，處於傑弗里斯冰川終點北面，屬於塞隆山脈的一部分，由英聯邦探險隊繪入地圖，現時由南極條約體系管理。